# Templo de Fugan
O Templo de Fugan (chinês tradicional: 福感寺; pinyin: fúgǎn sì) foi um famoso templo budista em Chengdu, província de Sichuan, China. Foi estabelecido durante o Jin Oriental (317–420) e permaneceu em uso até a Sung do Sul (1127–1279). Mais tarde, caiu em desuso e acabou sendo perdido.

## Escavações
Em 2016, as ruínas do templo foram escavadas por uma equipe de arqueólogos em um local na rua Shiye, em Chengdu. Além das fundações dos edifícios do templo e dos pagodes, os arqueólogos descobriram mais de mil tabuletas de pedra inscritas com textos budistas e outras quinhentas peças de escultura em pedra.